# Beynat
 Beynat  (en occitano Béinat) es una comuna  y población de Francia, en la región de Lemosín, departamento de Corrèze, en el distrito de Brive-la-Gaillarde. Es la cabecera y mayor población del cantón de su nombre.
Su población en el censo de 2008 era de 1233 habitantes.
Está integrada en la Communauté de communes du Canton de Beynat, de la que es la mayor población.

## Demografía
| 1622 | 1415 | 1408 | 1336 | 1132 | 1101 | 1068 | 1149 | 1233 |
| Para los censos de 1962 a 1999 la población legal corresponde a la población sin duplicidades (Fuente: INSEE [Consultar]) |      |      |      |      |      |      |      |      |